# Index der nachhaltigen wirtschaftlichen Wohlfahrt
Der Index der nachhaltigen wirtschaftlichen Wohlfahrt (englisch Index of Sustainable Economic Welfare, abgekürzt ISEW) ist ein wirtschaftlicher Indikator, der das klassische Bruttoinlandsprodukt (BIP) um wohlstandsrelevante Größen korrigiert und die wirtschaftlichen Aspekte um soziale und ökologische erweitert. Der ISEW wurde mittlerweile zum Indikator echten Fortschritts (GPI) weiterentwickelt.

## Berechnung
Anstatt einfach alle getätigten Ausgaben zusammenzufassen, wie bei der Erstellung des BIP, integriert der ISEW zusätzliche Faktoren und Indikatoren des privaten Verbrauchs (preisbereinigt in realen Größen) mit dem Ziel, BIP-Aussagen über den Gesamtwohlstand (meist subtraktiv) zu korrigieren. Hierzu zählen:
- Einkommensverteilung (je ungleicher die Verteilung, desto geringer die Steigerung des Gesamtwohlstandes)
- unbezahlte Haus- und Familienarbeit
- öffentliche Ausgaben des Gesundheitswesens
- Bildung
- Luftverschmutzung und allgemeine Umweltverschmutzung
- Rückgang von Ressourcen
- Kosten der Globalen Erwärmung

## Geschichte und Interpretation
Der Index basiert auf den Ideen von William Nordhaus und James Tobin und ihrem Measure of Economic Welfare (MEW). Er wurde im Jahr 1989 von Herman E. Daly und John B. Cobb eingeführt. Die beiden Autoren fügten später ihrer Definition des ISEW weitere Kostenfaktoren hinzu, was zur Entwicklung des GPI führte.
Berechnungen zeigen, dass in Ländern mit ungebremstem Wirtschaftswachstum häufig der ISEW stagnierte oder sogar rückläufig wurde. Diese Entwicklung zeigt an, dass das realisierte Wachstum nicht nachhaltig ist und Reichtum zunehmend ungleich verteilt wird.